# Proterochampsidae
De Proterochampsidae zijn een familie van basale Archosauromorpha en omvatten reptielen die enige gelijkenis vertonen met de krokodillen, hoewel ze er niet nauw verwant aan zijn. Opmerkelijk kenmerk van de proterochampsiden was de relatief platte schedel die in verhouding tot het lichaam vrij groot was.
De soorten uit de Proterochampsidae leefden tijdens het Trias en fossielen zijn bekend uit de Volksrepubliek China, Brazilië en Argentinië. Tot de Proterochampsidae behoren:

## Soorten

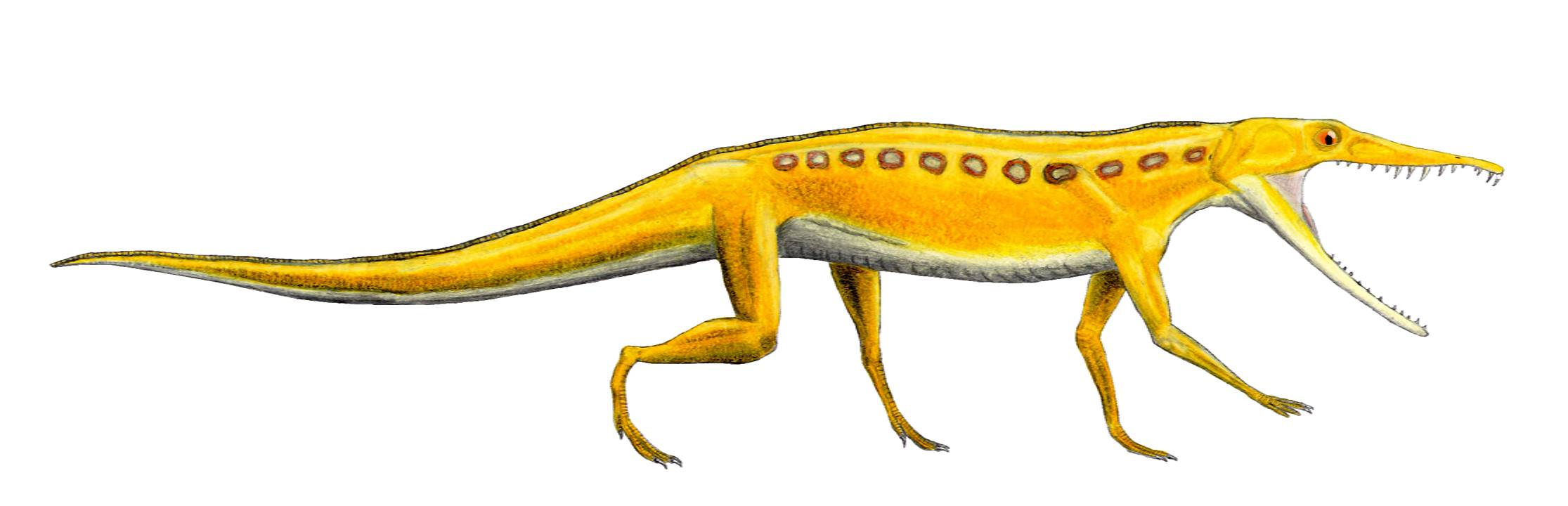
Chanaresuchus bonapartei

- Cerritosaurus binsfeldi
- Chanaresuchus bonapartei
- Gualosuchus reigi
- Proterochampsa barrionuevoi
- Tropidosuchus romeri
- Yonghesuchus sangbiensis